# Paranothrotes kosswigi
Paranothrotes kosswigi is een rechtvleugelig insect uit de familie Pamphagidae. De wetenschappelijke naam van deze soort is voor het eerst geldig gepubliceerd in 1973 door Demirsoy.